# Commer (Mayenne)
Commer ist eine französische Gemeinde mit 1.289 Einwohnern (Stand: 1. Januar 2022) im Département Mayenne in der Region Pays de la Loire. Die Gemeinde gehört zum Kanton  Lassay-les-Châteaux im Arrondissement Mayenne. Die Einwohner werden Commérois genannt.

## Geographie
Commer liegt etwa drei Kilometer nordnordöstlich von Laval. Umgeben wird Commer von den Nachbargemeinden Moulay im Norden, Belgeard im Osten und Nordosten, Montourtier im Osten und Südosten, La Bazouge-des-Alleux im Süden und Südwesten, Martigné-sur-Mayenne im Süden und Südwesten sowie Contest im Westen und Nordwesten.
Durch die Gemeinde führt die Route nationale 162.

## Bevölkerungsentwicklung
| Jahr      | 1962 | 1968 | 1975 | 1982 | 1990 | 1999 | 2006 | 2019 |
| Einwohner | 675  | 622  | 608  | 799  | 987  | 1091 | 1150 | 1253 |

## Sehenswürdigkeiten
- Kirche Notre-Dame aus dem 19. Jahrhundert
- Schloss La Bouche aus dem 20. Jahrhundert
- Schloss La Cour aus dem 19. Jahrhundert

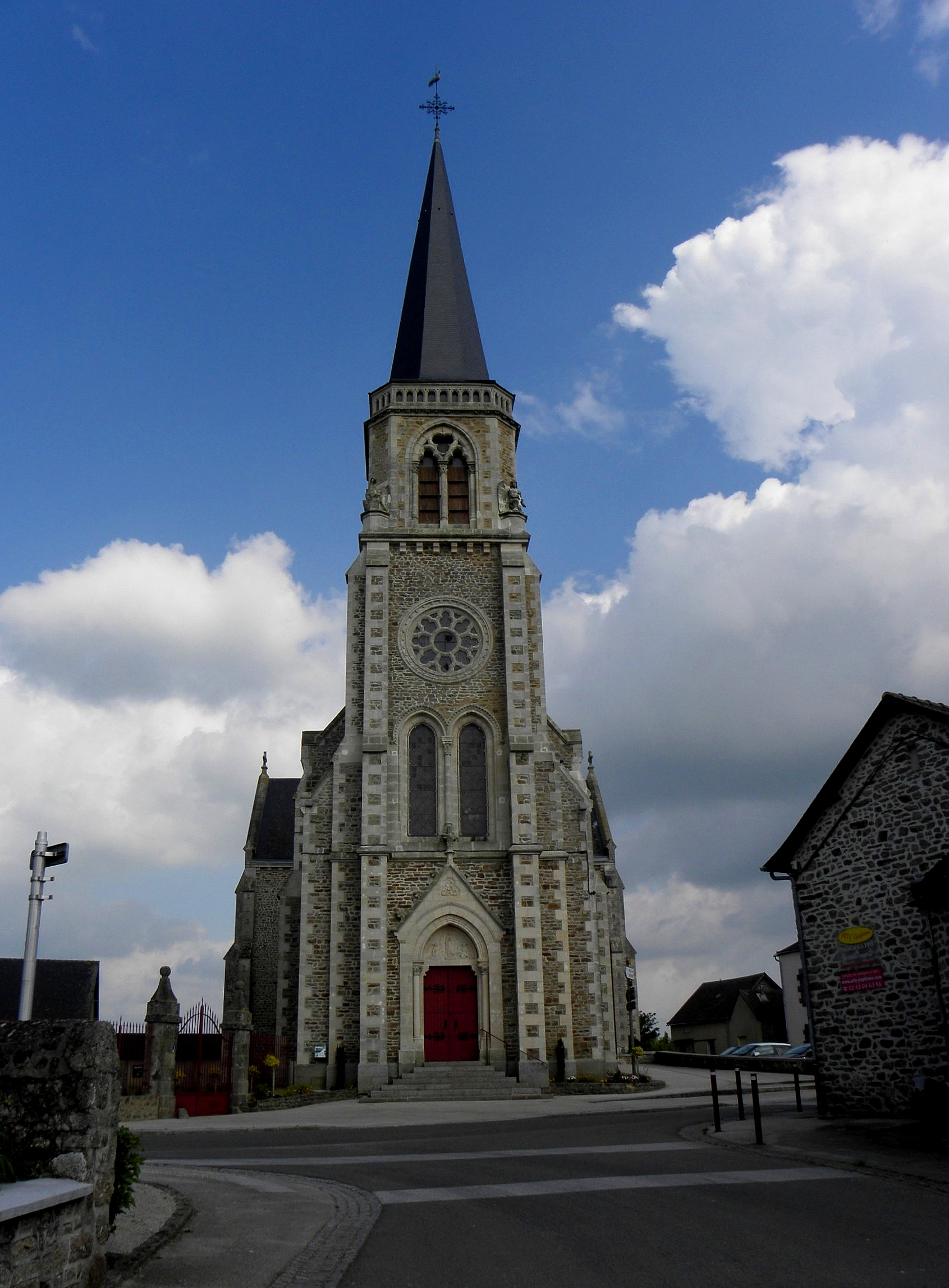
Kirche Notre-Dame

- Schloss Le Bois mit Park